# Pes anserinus

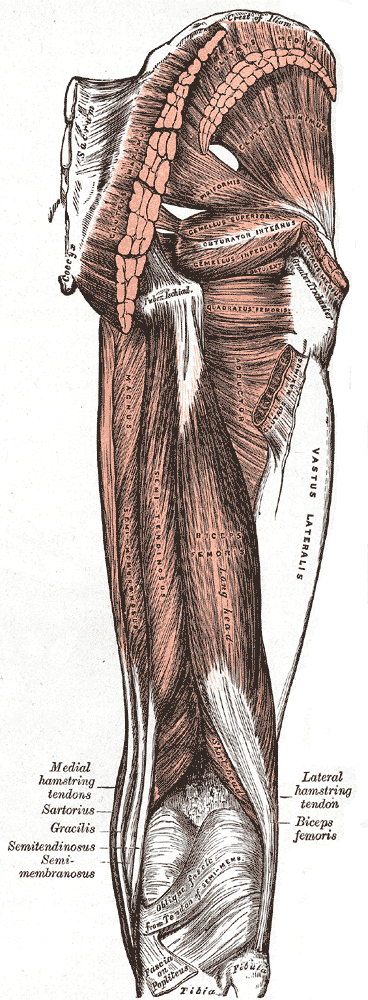
Muskulatur beider Pedes anserini sowie Sehnenstrukturen des Pes anserinus profundus in der Kniekehle.

Pes anserinus (lateinisch für „Gänsefuß“) ist eine anatomische Bezeichnung für zwei unterschiedliche Sehnenstrukturen auf der Innenseite des Unterschenkels, den oberflächlich gelegenen Pes anserinus superficialis und den tieferen Pes anserinus profundus. Sie verdanken ihren Namen jeweils dem Umstand, dass drei sehnige Anteile in einem gemeinsamen Punkt zusammenlaufen bzw. sich aufteilen und derart an einen Gänsefuß erinnern. Wird der Pes anserinus erwähnt, ohne genauer definiert zu werden, bezieht man sich in der Regel auf den Pes anserinus superficialis.

## Pes anserinus superficialis (oberflächlicher Gänsefuß)
Der Pes anserinus superficialis ist eine aus dem Zusammenschluss gemeinsamer Sehnenansätze dreier Muskeln – des Semitendinosus, des Gracilis und des Sartorius – hervorgehende Sehnenplatte, die unterhalb des inneren Gelenkknorrens (Condylus medialis) des Schienbeins (Tibia) ansetzt. Zwischen dem Pes anserinus superficialis und dem Innenband des Knies liegt die Bursa anserina.

## Pes anserinus profundus (tiefer Gänsefuß)
Der Pes anserinus profundus in der Tiefe der Kniekehle besteht aus der Sehne des Musculus semimembranosus und den aus ihr hervorgehenden drei Zügen, die auf der Rückfläche der Kniegelenkkapsel verlaufen: zum inneren Gelenkknorren des Schienbeins, zur Faszie des Kniekehlmuskels und als queres Kniekehlenband Ligamentum popliteum obliquum.